# Cantón de La Rochelle-9
El cantón de La Rochelle-9 era una división administrativa francesa, que estaba situada en el departamento de Charente Marítimo y la región de Poitou-Charentes.

## Composición
El cantón estaba formado por tres comunas, más una fracción de la comuna que le daba su nombre:
- Lagord
- La Rochelle (fracción)
- L'Houmeau
- Nieul-sur-Mer

## Supresión del cantón de La Rochelle-9
En aplicación del Decreto nº 2014-269 de 27 de febrero de 2014, el cantón de La Rochelle-9 fue suprimido el 22 de marzo de 2015 y sus 4 comunas pasaron a formar parte del nuevo cantón de Lagord.